# ارتفاعات (فیلم)
ارتفاعات (به انگلیسی: Heights) فیلمی محصول ۲۰۰۵ شرکت مرچنت ایوری پروداکشنز است که یک محور بیست و چهار ساعته در زندگی به هم پیوسته پنج نیویورکی را دنبال می‌کند.
بایگرانی مانند الیزابت بنکس، جیمز مارسدن، گلن کلوز و جس بردفورد در این فیلم ایفای نقش می‌کنند.

## بازیگران
- الیزابت بنکس در نقش ایزابل لی، یک عکاس
- جیمز مارسدن در نقش جاناتان کستلر، یک وکیل یهودی و نامزد ایزابل
- گلن کلوز در نقش دیانا لی، مادر ایزابل
- جس بردفورد در نقش الک لوکا، یک بازیگر
- جان لایت در نقش پیتر کول، یک روزنامه‌نگار
- روفس وین‌رایت در نقش جرمی
- دنی اوهر در نقش اندرو
- اریک بوگوسیان در نقش هنری
- جورج سگال در نقش رابی مندل
- اندرو هاوارد در نقش ایان
- ایزابلا روسلینی در نقش لیز
- متیو دیویس در نقش مارک
- مایکل مورفی در نقش جس
- چندلر ویلیامز در نقش جولیارد مکبث
- بس ول در نقش بانو جولیارد مکبث
- توماس لنون در نقش مارشال
- جیم پارسونز در نقش الیور
- انجل دسای در نقش لورا

## جوایز
جایزه بازیگران جامعه آمریکا - بهترین بازیگری در فیلم بلند مستقل - جیمز کالری